# Herpsilochmus axillaris
Herpsilochmus axillaris là một loài chim trong họ Thamnophilidae.